# Isotelus
Isotelus – rodzaj trylobita z rodziny Asaphidae żyjącego w późnym ordowiku na obecnych terenach Ameryki Północnej. Obejmuje największe znane trylobity i jedne z największych stawonogów wszech czasów. Gatunek typowy rodzaju, I. gigas został opisany w 1824 roku przez Jamesa Ellswortha DeKaya. Pozostałe gatunki należące do tego rodzaju to I. brachycephalus, I. latus, I. maximus i I. rex – nazwy I. brachycephalus i I. maximus bywały często używane zamiennie i przynajmniej w części mogą odnosić się do tego samego gatunku. Isotelus rex został opisany w 2003 roku na podstawie  tarczy grzbietowej, której zachowana część mierzy około 68 cm długości (długość całej tarczy prawdopodobnie przekraczała 72 cm) i jest największą znaną skamieniałością trylobita. Olbrzymie rozmiary Isotelus nie są przykładem „polarnego gigantyzmu” – powszechnego u współczesnych stawonogów i równonogów – i nie mogą być powiązane z niską temperaturą wody lub koncentracją tlenu w atmosferze w skali globalnej ani lokalnej, gdyż dowody paleośrodowiskowe i paleogeograficzne sugerują, że żył w płytkich, ciepłych wodach. Analiza funkcjonalna morfologii oraz skamieniałe odciski brzusznej strony trylobita na dnie sugerują, że Isotelus był prawdopodobnie drapieżnikiem lub padlinożercą.